# یوناتان تمیمی
یوناتان تمیمی (انگلیسی: Jonathan Tamimi؛ زادهٔ ۱۲ اکتبر ۱۹۹۴) بازیکن فوتبال اهل اردن-سوئد است.
از باشگاه‌هایی که در آن بازی کرده‌است می‌توان به باشگاه فوتبال هامارابی اشاره کرد.
وی همچنین در تیم‌های ملی فوتبال زیر ۱۹ سال سوئد و اردن بازی کرده‌است.